# Put u svemir
Put u svemir (eng. The Right Stuff) je američka drama film iz 1983., priča o dostignućima legendarnog pilota Chucka Yeagera i njegovog tima astronauta na pionirskom svemirskom letu Mercury.
Američka tvrtka Cockpit USA specijalno je za potrebe filma izradila pilotske A-2 jakne.